# Basílica de Santa María de Arcos
La basílica de Santa María de Arcos es un templo paleocristiano del siglo V que se encuentra a las afueras de la localidad de Tricio, en La Rioja (España). Es el monumento más antiguo de La Rioja, ya que desde su origen y hasta la actualidad ha permanecido cumpliendo funciones religiosas ininterrumpidamente.
Otros historiadores como Caballero, Arce y Utrero, basándose en consideraciones técnicas e históricas, plantean la hipótesis de que se construyera durante reconquista en el siglo IX o X.
Fue construido sobre un antiguo mausoleo romano del siglo III, reutilizando numerosas piezas de este y de otros edificios de la antigua ciudad romana denominada Tritium Megalon.

## Aspecto
El edificio posee estructura basilical con planta longitudinal de tres naves y cabecera cuadrangular. Data del s. V y fue construido sobre un mausoleo romano del s. III que ocupaba la zona del presbiterio o Cámara Santa. En el interior, las naves laterales están separadas de la central por arquerías apoyadas en columnas corintias formadas de fragmentos pertenecientes a un edificio romano construido en el siglo I.
Los arcos son visigodos de fines de siglo VI, principios del s. VII en piedra "Toba", salvo el primero de la arquería del lado del evangelio que responde al tipo romano y fue construido en piedra arenisca típica de la zona.
Este templo estuvo situado en la cima del montículo que ocupa el actual Tricio. Por sus dimensiones, se trata de las columnas romanas de mayor diámetro de toda España y debieron alcanzar los 20 metros de altura. En el siglo XVIII, el interior de la basílica se cubrió por yeserías barrocas, donde todavía hoy se aprecia el escudo de la Orden de la Terraza.

## La Virgen de Arcos
La virgen de Arcos debe su nombre a los arcos de la basílica. Su festividad se celebra el primer domingo de mayo y es la patrona de Tricio. Desde una hornacina de la cabecera preside el monumento su imagen, entronizada y con el Niño en los brazos.
Se trata de una reproducción a tamaño natural, puesto que la talla original, una Virgen morena prerrománica, data del siglo XI y se conserva en la iglesia parroquial.

## Los Enterramientos
Tras las campañas de excavaciones llevadas a cabo entre 1980-1983, se descubrieron numerosos enterramientos bajo el suelo de la basílica. Los más antiguos pueden fecharse en los siglos V y VI, y aunque se trata de tumbas paleocristianas, algunos de los sarcófagos son romanos reutilizados que datan de los siglos I al III d.c.
Otras tumbas son medievales y presentan una estructura muy simple, conformadas con lajas de piedra y sin tapa. Relacionadas con los enterramientos, se han encontrado estelas funerarias romanas del siglo II con interesantes inscripciones, que debieron traerse al lugar en el siglo V para utilizarse como cimentación de la basílica. También se conserva una estela paleocristiana realizada en mármol de Carrara, importada desde Italia y decorada con el Crismón, símbolo del Cristianismo. Es la más antigua y única de estas características en La Rioja.

## Las Pinturas
En la zona de la cabecera, se conservan restos de las pinturas que originalmente decoraban la basílica. Se trata de pinturas románicas de finales del siglo XII, de estilo sencillo y tosco, que fueron repintadas sobre las originales paleocristianas del siglo V. Representan diversas escenas de la Pasión de Cristo, algunas de ellas fragmentadas.
En la parte inferior, se encuentra un zócalo con dibujos geométricos de finales del siglo XII de estilo mozárabe. También las solerías estuvieron decoradas; en las esquinas del muro este quedan teselas de un mosaico paleocristiano que debió cubrir la Cámara Santa.